# Raciborowice Dolne
Raciborowice Dolne (do 1945 niem. Nieder Groß Hartmannsdorf) – wieś w Polsce położona w województwie dolnośląskim, w powiecie bolesławieckim, w gminie Warta Bolesławiecka, na Pogórzu Kaczawskim w Sudetach.
Wieś położona jest nad Bobrzycą poniżej wsi Raciborowice Górne.

## Historia
Wieś została założona przez kolonistów niemieckich około roku 1200 na prawie niemieckim, a po raz pierwszy wymieniona jako Hartmanni villa w roku 1268. Ze względu na szybki rozwój została podzielona na dwie domeny: górną i dolną.
W latach 1954-1972 wieś była siedzibą gromady Raciborowice Dolne. W latach 1975–1998 miejscowość administracyjnie należała do województwa legnickiego.
We wsi był przystanek kolejowy Raciborowice Dolne.

## Kultura

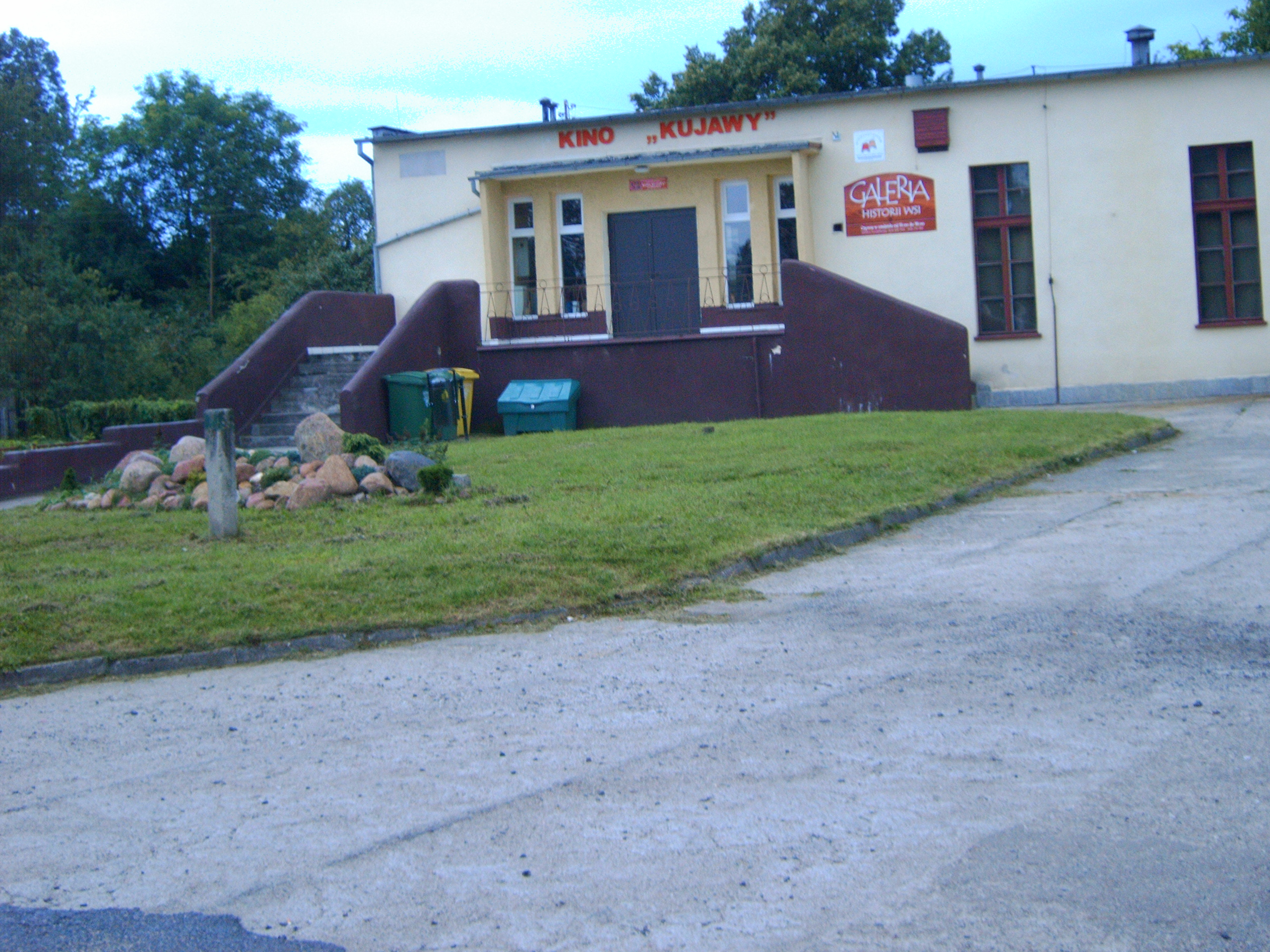
Kino Kujawy – siedziba Stowarzyszenia Miłośników Wsi Raciborowice i Galeria (2011)

W miejscowości funkcjonuje, zlokalizowane początkowo w dawnej w sali tanecznej przedwojennej gospody Aust's Gasthaus, istniejące od 01.05.1950 kino „Kujawy”, którego kinoperatorem od początku istnienia, aż do swojej śmierci w 2013 roku był Sławomir Piechocki.  W kinie jest 139 foteli, wielki ekran projekcyjny, elektrycznie rozsuwana kurtyna, wyciemniane światła, kabina projekcyjna, kasa biletowa i toalety. Kino zostało ponownie otwarte po remoncie. W pomieszczeniach kina siedzibę ma Stowarzyszenie Miłośników Wsi, którego głównym celem jest rozwój wsi oraz jej promocja, prowadzona jest przez stowarzyszenie galeria poświęcona historii mieszkańców i wsi Raciborowice. 

## Ludzie związani z Raciborowicami Dolnymi
- Cezary Przybylski – polityk i samorządowiec, w latach 2006–2014 starosta bolesławiecki, następnie marszałek województwa dolnośląskiego.